# Nenad Dimitrijević
Nenad Dimitrijević (Skopje, Macedonia del Norte, 23 de febrero de 1998) es un baloncestista macedonio que juega en el Olimpia Milano de la Lega Basket Serie A. Con una altura de 1,90 m su posición natural en la cancha es la de base.

## Trayectoria
Nenad abandonó su club de origen, el Junior Fruktal, para llegar a España y enrolarse en las filas del Joventut de Badalona de la categoría cadete. Más tarde, el base fue destacando en los campeonatos nacionales y en la selección macedonia con el que llegaría al primer equipo con una edad muy temprana.
En 2016, debuta con el primer equipo del Club Joventut Badalona, realizando grandes actuaciones.
En enero de 2017, Dimitrijevic dejó su sello en el partido de Liga Endesa ante el MoraBanc Andorra con una exhibición de talento. El joven base del Divina Seguros Joventut firmó 9 puntos, 6 rebotes y 5 asistencias. Solo cuatro jugadores habían conseguido esas cifras en la Liga Endesa antes de cumplir 19 años.
El 19 de junio de 2021, el Valencia Basket de la Liga Endesa anuncia su fichaje por 4 temporadas.En la campaña 2021-22 disputó 33 partidos con la camiseta taronja, con un promedio de 8,4 puntos, 1,5 rebotes y 3,9 asistencias para 7,8 de valoración en algo más de 18 minutos por partido.
El 3 de agosto de 2022, llega al UNICS Kazan de la VTB United League, cedido por el Valencia Basket Club. Con los rusos lograría ser nombrado MVP de los Playoffs además de lograr el título de liga con su antiguo compañero en Valencia, Louis Labeyrie. El 4 de julio de 2023, su club propietario hasta ese momento, el Valencia Basket, anuncia la rescisión del contrato que le unía al jugador macedonio hasta 2025.
El 8 de julio de 2023, 4 días después de anunciarse su desvinculación con su antiguo equipo, firma un contrato por una temporada +1 opcional con el UNICS Kazan de la VTB United League, equipo con el que había disputado la campaña anterior en calidad de cedido.En su segunda temporada con el equipo ruso, es nombrado MVP de la liga regular con unos promedios de 19 puntos y 6,6 asistencias.
El 22 de junio de 2024, el Olimpia Milano de la Lega Basket Serie A y la Euroliga anuncia su fichaje por 2 temporadas.